# 松ヶ崎浜村

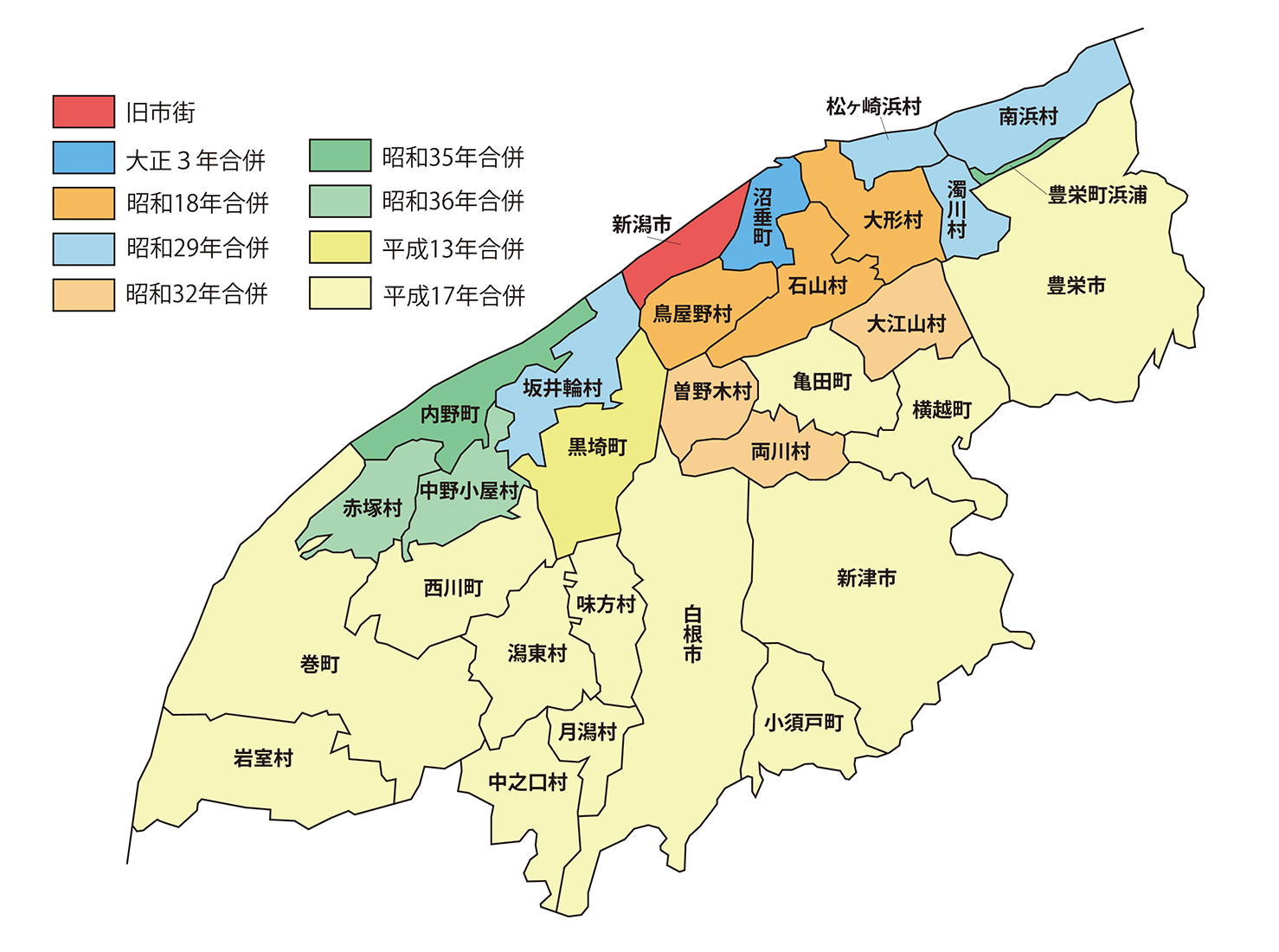
新潟市の合併市町村

松ヶ崎浜村（まつがさきはまむら）は、かつて新潟県北蒲原郡にあった村。1954年4月5日の新潟市への編入合併によって消滅し、現在は新潟市北区と東区のそれぞれ一部となっている。
以下の記述は合併直前当時の旧松ヶ崎浜村に関しての記述であり、現在では名称等が異なる場合がある。なお、ここに記述されていない内容に関しては松浜地域などの記事を参照。

## 概要
阿賀野川の河口に位置する。村域や周辺自治体の図は#外部リンクの立地適正化計画の資料も参照。

## 歴史
河渡新田村の枝郷として1625年（寛永2年）に開発。
松ヶ崎掘割の地として阿賀野川治水において重要な役割を持った。

### 年表
- 1731年 - 阿賀野川の水を排水するために前年に設けられた松ヶ崎掘割が洪水で決壊し、阿賀野川の本流となる。
- 1889年（明治22年）4月1日 - 町村制施行に伴い、北蒲原郡松ヶ崎浜村が村制施行し、松ヶ崎浜村が成立。
- 1954年（昭和29年）4月5日 - 新潟市へ編入。（松ヶ崎浜村消滅）

## 地域
1889年（明治22年）の町村制に伴い松ヶ崎浜村となったが、合併を行わないで発足した村であるため大字は編成していない。当時の村域は現在の新潟市北区松浜町及び同町から分立した町字に該当する。

## 学校

### 小学校
- 松ヶ崎浜村立松浜小学校

### 中学校
- 松ヶ崎浜村立松浜中学校